# Eitel Cantoni
Eitel Danilo Cantoni, urugvajski dirkač Formule 1, * 4. oktober 1906, Montevideo, Urugvaj, † 6. junij 1997, Montevideo, Urugvaj.

## Življenjepis
V svoji karieri je nastopil na treh dirkah v sezoni 1952 z dirkalnikom Maserati A6GCM privatnega moštva Escuderia Bandeirantes, ob dveh dostopih je na zadnji dirki sezone za Veliko nagrado Italije dosegel deseto mesto. Umrl je leta 1997.

## Popolni rezultati Formule 1
(legenda) (odebeljene dirke pomenijo najboljši štartni položaj, poševne pa najhitrejši krog, †-uvrščen kljub odstopu)
| Leto | Moštvo                 | Šasija         | Motor               | 1   | 2   | 3   | 4   | 5      | 6       | 7   | 8      | Prv | Toč | Toč |
| ---- | ---------------------- | -------------- | ------------------- | --- | --- | --- | --- | ------ | ------- | --- | ------ | --- | --- | --- |
| 1952 | Escuderia Bandeirantes | Maserati A6GCM | Maserati Straight-6 | ŠVI | 500 | BEL | FRA | VB Ret | NEM Ret | NIZ | ITA 11 | -   | 0   |     |